# Municipio de West Manheim
El municipio de West Manheim (en inglés: West Manheim Township) es un municipio ubicado en el condado de York en el estado estadounidense de Pensilvania. En el año 2000 tenía una población de 4,865 habitantes y una densidad poblacional de 96 personas por km².

## Geografía
El municipio de West Manheim se encuentra ubicado en las coordenadas 39°44′50″N 76°57′09″O / 39.74722, -76.95250.

## Demografía
Según la Oficina del Censo en 2000 los ingresos medios por hogar en la localidad eran de $57,437 y los ingresos medios por familia eran $60,014. Los hombres tenían unos ingresos medios de $39,209 frente a los $28,668 para las mujeres. La renta per cápita para la localidad era de $21,670. Alrededor del 1,5% de la población estaban por debajo del umbral de pobreza.